# قصر لحرون (آيت واحي)
قصر لحرون هو دُوَّار يقع بجماعة أملاكو، إقليم الرشيدية، جهة درعة تافيلالت في المملكة المغربية. ينتمي الدوّار لمشيخة آيت واحي التي تضم 13 دوار. يقدر عدد سكانه بـ 513 نسمة حسب الإحصاء الرسمي للسكان والسكنى لسنة 2004.

## روابط خارجية
- البوابة الوطنية للجماعات الترابية نسخة محفوظة 12 مارس 2018 على موقع واي باك مشين.
- المندوبية السامية للتخطيط